# CAAC-Flug 3303
Der CAAC-Flug 3303 (Flugnummer: CA3303) war ein Linienflug der chinesischen Fluggesellschaft CAAC vom Flughafen Guangzhou-Baiyun (alt) zum Flughafen Guilin Qifengling. Am 26. April 1982 verunglückte auf diesem Flug eine Hawker Siddeley HS.121 Trident 2E kurz vor der Landung. Bei dem Unfall kamen alle 112 Personen an Bord ums Leben.
Es handelte sich zu diesem Zeitpunkt um den schwersten Flugunfall in der Volksrepublik China. Zudem ist der Unfall nach dem British-European-Airways-Flug 548 der zweitschwerste Zwischenfall einer Hawker Siddeley Trident.

## Flugzeug
Bei dem verunglückten Flugzeug handelte es sich um eine 6½ Jahre alte Hawker Siddeley HS.121 Trident 2E. Das Flugzeug trug die Werksnummer 2170. Die Maschine absolvierte am 12. Februar 1975 ihren Erstflug, bevor sie an die CAAC ausgeliefert und mit dem Luftfahrzeugkennzeichen B-266 zugelassen wurde. Das dreistrahlige Schmalrumpfflugzeug – die Hawker Siddeley Trident ist seinerzeit das weltweit erste dreistrahlige Passagierflugzeug gewesen – war mit drei Triebwerken des Typs Rolls-Royce Spey 512 ausgestattet.

## Unfallhergang
Das Flugzeug startete gegen 16.10 Uhr am Flughafen Guangzhou Baiyun. Die Maschine befand sich im Anflug auf den Flughafen Guilin, als nach 34 Minuten in der Luft der Funkkontakt zwischen der Maschine und der Flugsicherung in Guilin plötzlich abbrach.
Die Maschine flog gegen 16:45 Uhr bei Gongcheng, 45 Kilometer vor dem Zielflughafen Guilin, in den Berg Yangsu. Zum Zeitpunkt des Unfalls soll es in dem Gebiet, in dem sich der Unfall ereignete, stark geregnet haben.

## Bergung
Nach dem Unfall schickten die Regierung und die Zivile Luftfahrtbehörde der Volksrepublik China sofort Unfallermittler zur Unfallstelle. Etwa 1.000 Soldaten der Volksbefreiungsarmee schirmten die mehr als einwöchige Suche vor Ort ab.
Der Anblick des Wracks ließ auf einen heftigen Aufprall schließen. Das Flugzeug war im Wesentlichen zerfallen, nur das Heck war noch erhalten. Alle 112 Insassen wurden getötet. Die Mitarbeiter der Bergungstrupps berichteten, dass überall um dem Gipfel des Berges herum menschliche Überreste und Wrackteile verstreut lagen.

## Opfer
Von den 104 getöteten Passagieren an Bord der Maschine waren 52 Personen Staatsbürger von Hongkong, 45 stammten aus der Volksrepublik China, fünf Chinesen mit US-amerikanischer Staatsbürgerschaft und zwei US-Amerikaner. Unter den Toten befand sich auch der Hongkonger Künstler Mai Dacheng sowie seine Frau und Kinder.
Es handelte sich nach offiziellen Angaben um den schwersten Unfall der chinesischen Luftfahrt seit dem Absturz einer Curtiss C-46 der United States Air Force im Oktober 1945 mit 59 Toten. In der zivilen Luftfahrt galt bis dahin der Absturz einer anderen Hawker Siddeley Trident der CAAC, die bei einem Trainingsflug in eine Fabrik gestürzt war, als der bis dahin schwerste Zwischenfall.

## Ursache
Die Unfallursache ist ungeklärt, es gibt widersprüchliche Angaben zu dem Unfall, aus denen sich zwei Theorien ergeben. Gemäß einer Theorie  habe sich im Flug der Autopilot abgeschaltet. Die Maschine sei daraufhin zur Seite gerollt. Der Pilot habe erst bei einer Seitenneigung von 45 Grad die abnorme Fluglage erkannt. Der künstliche Horizont habe den Neigungswinkel jedoch fehlerhaft angezeigt, woraufhin der Pilot durch seine Steuerbefehle den Rollwinkel auf 180 Grad erhöht habe. Anschließend sei die Maschine in eine vertikale Fluglage geraten und abgestürzt.
Anderen Angaben zufolge hätten die Piloten die Maschine zu früh sinken lassen, woraufhin die Maschine gegen den Berg flog. Die Fluglotsen sollen demnach die niedrige Flughöhe der Maschine bemerkt, die Besatzung jedoch nicht auf ihren Fehler hingewiesen haben.

## Trivia
Im chinesischen Sprachraum ist der Zwischenfall, entsprechend seinem Datum, als “4·26” bekannt.